# 普照寺 (海淀區)
普照寺是位于北京市海淀区苏家坨镇徐各庄村的汉传佛教寺院。

## 历史
普照寺位于海淀区苏家坨镇大觉寺北。该寺建于明朝天顺五年（1461年）。

## 建筑
普照寺坐西朝东，平面呈四合布局，分为南院、北院。南院门额曰“普照禅林”，院内正殿三间，面积90平方米，明间后檐墙处增建神龛。南院内有明朝种植的一株古银杏树。普照寺内原有明朝、清朝时兴建、修缮该寺后所立石碑数块。
普照寺附近有贝家花园、周家坟、大觉寺及塔林等其他名胜。